# جورج ويلسون (لاعب كريكت)
جورج ويلسون (بالإنجليزية: George Wilson)‏ (1 مايو 1887 في نيوزيلندا - 14 ديسمبر 1917 في بلجيكا) هو لاعب كريكت نيوزلندي. شارك مع منتخب نيوزيلندا الوطني للكريكت. أما مع النوادي، فقد لعب مع فريق كانتربري للكريكت ‏.

## وصلات خارجية
- جورج ويلسون على موقع إي آس بي آن كريك إنفو (الإنجليزية)